# Lohbach (Ruhr)
Der Lohbach ist ein Fließgewässer auf dem Gebiet der Stadt Mülheim an der Ruhr in Nordrhein-Westfalen. Er ist ein nordöstlicher und rechter Zufluss der Ruhr.

## Geographie

### Verlauf
Der Lohbach hat zwei Quellbereiche im Volkspark Witthausbusch, zum einen am Elbinger Weg, und einen weiteren im Bereich von Semmelweißstraße/Virchowstraße. Der Bach wird zu drei Teichen aufgestaut. Er mündet schließlich zuletzt verrohrt, nördlich der Mendener Brücke von rechts in die dort aus dem Süden heranziehende Ruhr.